# Love Me Back (пісня Джана Бономо)
«Love Me Back» — пісня турецького співака Джана Бономо, з якою він представляв Туреччину на пісенному конкурсі Євробачення 2012 в Баку. За результатами другого півфіналу, який відбувся 24 травня, композиція пройшла до фіналу.